# Bomolocha androna
Bomolocha androna là một loài bướm đêm trong họ Noctuidae.